# Comuna de Rokitno
Rokitno (polaco: Gmina Rokitno) é uma gminy (comuna) na Polónia, na voivodia de Lublin e no condado de Bialski. A sede do condado é a cidade de Rokitno.
De acordo com os censos de 2004, a comuna tem 3347 habitantes, com uma densidade 23,8 hab/km².

## Área
Estende-se por uma área de 140,82 km², incluindo:
- área agricola: 61%
- área florestal: 33%

## Demografia
Dados de 30 de Junho 2004:
|                      | Total   | Total | Mulheres | Mulheres | Homens  | Homens |
| -------------------- | ------- | ----- | -------- | -------- | ------- | ------ |
|                      | pessoas | %     | pessoas  | %        | pessoas | %      |
| População            | 3347    | 100   | 1646     | 49,2     | 1701    | 50,8   |
| Densidade (pop./km²) | 23,8    | 100   | 11,7     | 11,7     | 12,1    | 12,1   |

De acordo com dados de 2002, o rendimento médio per capita ascendia a 1355,01 zł.

## Subdivisões
- Cieleśnica, Cieleśnica PGR, Derło, Hołodnica, Klonownica Duża, Kołczyn, Kołczyn-Kolonia, Lipnica, Michałki, Michałki-Kolonia, Olszyn, Pokinianka, Pratulin, Rokitno, Rokitno-Kolonia, Zaczopki, Zaczopki-Kolonia.

## Comunas vizinhas
- Biała Podlaska, Janów Podlaski, Terespol, Comuna de Zalesie.